# Léon-Jean Grégory
Pour les articles homonymes, voir Gregory.
Léon-Jean Grégory, né le 1er novembre 1909 à Thuir et mort le 22 octobre 1982 à Perpignan, est un homme politique français.

## Biographie
Licencié de la faculté de droit de Montpellier, il fut avocat au barreau de Paris, puis au barreau Perpignan en 1934. 
Il est résistant à Lasalle dans le Gard.
Outre ses multiples mandats, il développe la ville de Thuir (dont il est le maire depuis 1945 jusqu'à sa mort) en mettant à profit son statut de président du conseil général (1973-1982), en implantant sur la commune un centre hospitalier spécialisé (CHSR), une subdivision de l'EDF, la Bibliothèque départementale, l'UDSIST, sans compter de nombreuses entreprises privées. 
Il est écarté du Parti socialiste en 1974, mais il n'a guère participé aux activités du parti après le congrès d'Épinay (1971).

## Mandats
- Sénateur
  - 1948 - 1982 : sénateur des Pyrénées-Orientales
- Conseiller général
  - 1945-1956 : conseiller général des Pyrénées-Orientales (canton de Saint-Paul-de-Fenouillet)
  - 1956-1982 : conseiller général des Pyrénées-Orientales (canton de Thuir)
  - 1973-1982 : président du conseil général des Pyrénées-Orientales
- Maire
  - 1947-1982 : maire de Thuir

## Sources
- Biographie sur le site du Sénat
- Biographie complète dans le Maitron